# 창녕 금호재
창녕 금호재(昌寧 琴湖齋)는 대한민국 경상남도 창녕군 대합면 대동리에 있는, 조선 중종(재위 1506∼1544) 때 병조판서를 지낸 금헌 이장곤 선생의 제사를 지내는 건물이다.
1988년 12월 23일 경상남도의 유형문화재 제262호 금호재으로 지정되었다가, 2018년 12월 20일 현재의 명칭으로 변경되었다.

## 개요
금호재는 조선 중종(재위 1506∼1544) 때 병조판서를 지낸 금헌 이장곤 선생의 제사를 지내는 건물이다. 이장곤 선생은 조선 전기의 문신으로 죽은 뒤 창녕의 영암서원에서 제사를 모셨으나, 흥선대원군의 서원철폐령으로 영암서원도 사라지게 된다. 원래 금호재는 용흥사의 부속건물이었던 것을 1966년 이곳으로 옮겨 지어 이장곤 선생의 제사건물로 삼은 것으로 보인다.
금호재는 목조 기와집으로 팔작지붕에 5량구조를 한 이익공(二翼工)형식이며, 전체적으로는 ㅁ자형 배치를 하고 있다. 앞면 4칸·옆면 2칸 규모로 지붕은 옆에서 보면 여덟 팔(八)자 모양의 팔작지붕으로 대청과 온돌방시설이 갖추어져 있다. 방의 출입문은 기능적인 면과 장식적인 면 모두를 갖춰 아주 실용성이 돋보인다.
좌향은 북쪽을 등지고 남쪽을 향하여[北座南向]있다. 양측면의 방은 온돌방이고 중앙 2칸은 대청마루로 되어 있으며 건물 목재의 대부분이 괴목으로 되어 있다.축담돌은 화강암을 다듬어 일단으로 규격을 똑같이 하였고 정면 중심부에 디딤돌을 하나 놓고 축담 위에 2개를 설치하였다. 기둥은 모두 두리기둥을 사용하였고 처마는 홑처마이면서 유연하게 곡선을 주었다.

## 참고 문헌
- 창녕 금호재 - 국가유산청 국가유산포털